# Air University

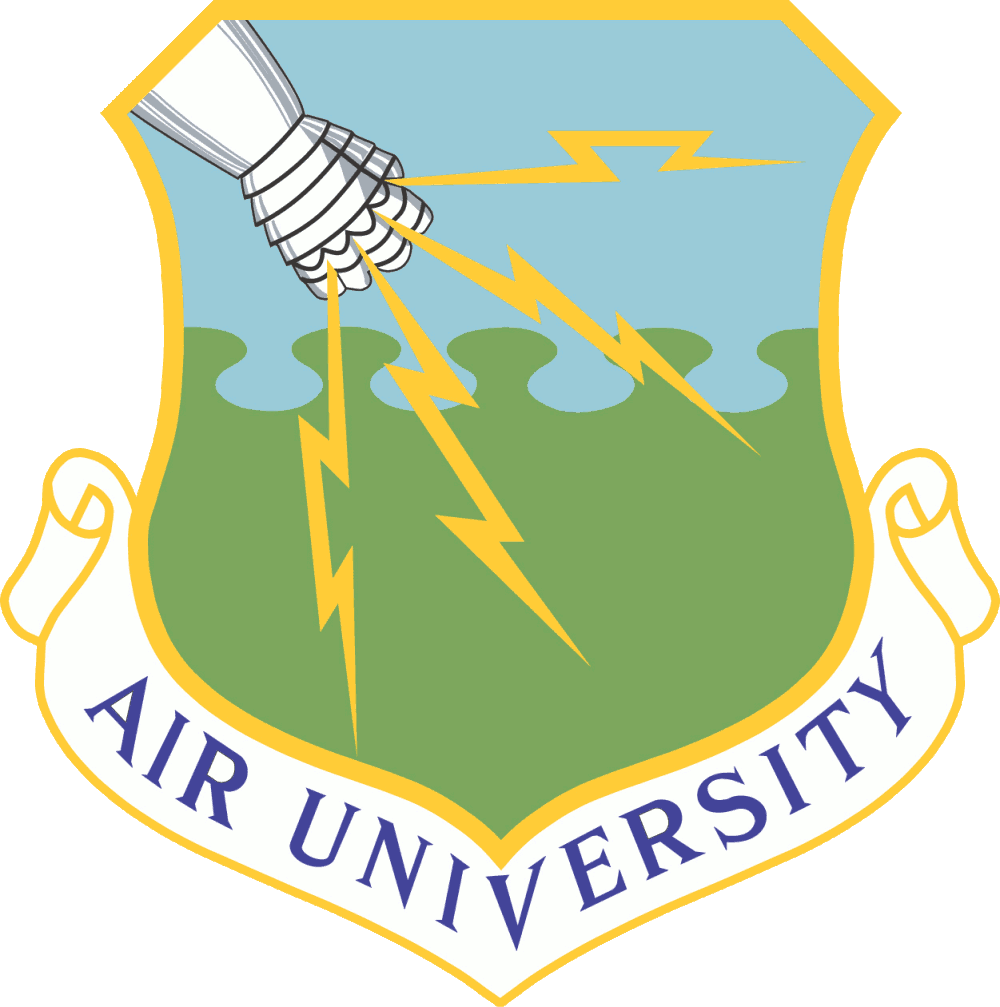
Emblem der Air University

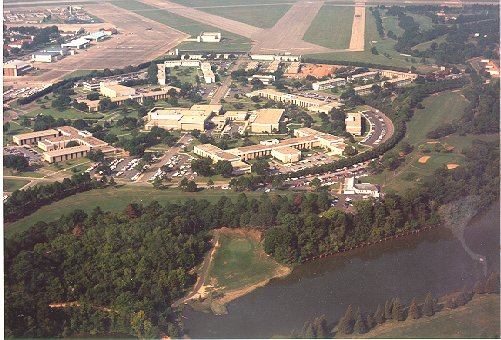
Luftaufnahme des Universitätsgeländes

Die Air University ist eine Ausbildungseinrichtung zur Weiterbildung der Offiziere und Unteroffiziere der US-Luftwaffe, die sich auf der Maxwell-Gunter Air Force Base bei Montgomery im US-Bundesstaat Alabama befindet und dem Air Education and Training Command untersteht.
Montgomery war seit der Gründung der ersten zivilen Flugschule durch die Gebrüder Wright ein Zentrum der US-amerikanischen Luftfahrtausbildung. In den 1930er Jahren verlegte das Army Air Corps sein taktisches Ausbildungsinstitut nach Montgomery, aus dem 1946 die Air University entstand.
Von der Gründung bis 1978 und von 1983 bis 1993 besaß die Universität den Status eines Hauptkommandos der Luftwaffe. Der Universität unterstellt ist unter anderem das Air Command and Staff College, auf der die Weiterbildung der Offiziere vor allem von United States Air Force und United States Space Force zum Stabsoffizier stattfindet.
Die Universität bietet Ausbildungen für Angehörige der US Air Force an. Dabei ist auch ein sogenanntes „pre-commissioning“ möglich, bei dem die Universität die College-Ausbildung des Kandidaten finanziert, der sich dafür zum späteren Dienst bei der Air Force verpflichtet. Auch Zivilpersonal der Air Force steht die Universität offen. Der Ausbildungsschwerpunkt liegt auf der Vermittlung der Kenntnisse zur Entwicklung, Bereitstellung und dem Einsatz von Luftwaffeneinheiten. Aufbauprogramme stellen Abschlüsse mit wissenschaftlichem, technologischem und Managementhintergrund bereit.
Die unterschiedlichen Aufgaben und Studiengänge werden an der Universität von verschiedenen Ausbildungs- und Exzellenz-Zentren übernommen:
- Carl A. Spaatz Center for Officer Education
- Jeanne M. Holm Center for Officer Accessions and Civilian Development
- Thomas N. Barnes Center for Enlisted Education
- Curtis E. LeMay Center for Doctrine Development and Education
- Ira C. Eaker Center for Professional Development
- Air Force Research Institute (angesiedelt auf der Wright-Patterson Air Force Base)